# Campionato Panamericano (hockey su pista)
Il Campionato panamericano di hockey su pista è il massimo torneo di hockey su pista per squadre nazionali maschili americane. Nato nel 1979, è organizzato da World Skate America e si disputa ogni due anni. La manifestazione viene generalmente utilizzata anche come torneo di qualificazione al campionato del mondo di hockey su pista.
Il numero delle squadre partecipanti è variato molto nel corso del tempo; si è passati da un minimo di tre nazionali nell'edizione del 2021 ad un massimo di sette nel 2018. Anche la formula della competizione ha subito variazioni anche se quella più utilizzata è stato il girone unico all'italiana con gare di sola andata.
L'Argentina è la selezione nazionale ad aver partecipato al maggior numero di edizioni (10 su 11); a seguire c'è la Colombia e gli Stati Uniti con nove presenze. L'Argentina detiene il record di vittorie con nove successi e anche il record di successi consecutivi nel torneo con sette titoli consecutivi (1987, 1991, 1993, 1995, 2005, 2011, 2018).

## Albo d'oro
| Anno       | Città ospitante | Finale    | Finale       | Finale      | 3º-4º posto/Semifinaliste | 3º-4º posto/Semifinaliste | 3º-4º posto/Semifinaliste | Squadre |
| Anno       | Città ospitante | Vincitore | Risultato    | Finalista   | Terzo posto               | Risultato                 | Quarto posto              | Squadre |
| ---------- | --------------- | --------- | ------------ | ----------- | ------------------------- | ------------------------- | ------------------------- | ------- |
| 1979 (1ª)  | San Juan        | Argentina | Girone unico | Brasile     | Cile                      | Girone unico              | Stati Uniti               | 5       |
| 1983 (2ª)  | Sertãozinho     | Brasile   | Girone unico | Stati Uniti | Argentina                 | Girone unico              | Cile                      | 4       |
| 1987 (3ª)  | Indianapolis    | Argentina | 4 - 3        | Stati Uniti | Brasile                   | 6 - 1                     | Colombia                  | 5       |
| 1991 (4ª)  | L'Avana         | Argentina | Girone unico | Brasile     | Stati Uniti               | Girone unico              | Cile                      | 6       |
| 1993 (5ª)  | L'Avana         | Argentina | Girone unico | Stati Uniti | Brasile                   | Girone unico              | Colombia                  | 6       |
| 1995 (6ª)  | Mar del Plata   | Argentina | Girone unico | Brasile     | Colombia                  | Girone unico              | Stati Uniti               | 5       |
| 2005 (7ª)  | Mar del Plata   | Argentina | Girone unico | Cile        | Colombia                  | Girone unico              | Stati Uniti               | 6       |
| 2011 (8ª)  | Rosario         | Argentina | 3 - 2        | Cile        | Colombia                  | 5 - 4                     | Uruguay                   | 4       |
| 2018 (9ª)  | Bogotà          | Argentina | 2 - 1        | Cile        | Colombia                  | 7 - 2                     | Brasile                   | 7       |
| 2021 (10ª) | Stuart          | Cile      | 4 - 2        | Colombia    | Messico                   |                           |                           | 3       |
| 2024 (11ª) | Bogotà          | Argentina | 3 - 2        | Cile        | Stati Uniti               | 3 - 2                     | Colombia                  | 6       |

### Riepilogo vittorie
| Nazionale | Titoli | Anni                                                 |
| --------- | ------ | ---------------------------------------------------- |
| Argentina | 9      | 1979, 1987, 1991, 1993, 1995, 2005, 2011, 2018, 2024 |
| Brasile   | 1      | 1983                                                 |
| Cile      | 1      | 2021                                                 |

## Medagliere
| Squadra     | Vincitore | Secondo posto | Terzo posto | Totale podi |
| ----------- | --------- | ------------- | ----------- | ----------- |
| Argentina   | 9         | 0             | 1           | 10          |
| Cile        | 1         | 4             | 1           | 6           |
| Brasile     | 1         | 3             | 2           | 6           |
| Stati Uniti | 0         | 3             | 2           | 5           |
| Colombia    | 0         | 1             | 4           | 5           |
| Messico     | 0         | 0             | 1           | 1           |

## Partecipazioni e piazzamenti
| Nazione     | Pres. | 1979 | 1983 | 1987 | 1991 | 1993 | 1995 | 2005 | 2011 | 2018 | 2021 | 2024 |
| ----------- | ----- | ---- | ---- | ---- | ---- | ---- | ---- | ---- | ---- | ---- | ---- | ---- |
| Argentina   | 10    | 1ª   | 3ª   | 1ª   | 1ª   | 1ª   | 1ª   | 1ª   | 1ª   | 1ª   |      | 1ª   |
| Brasile     | 8     | 2ª   | 1ª   | 3ª   | 2ª   | 3ª   | 2ª   |      |      | 4ª   |      | 5ª   |
| Canada      | 1     |      |      |      |      |      | 5ª   |      |      |      |      |      |
| Colombia    | 9     |      |      | 4ª   | 5ª   | 4ª   | 3ª   | 3ª   | 3ª   | 3ª   | 2ª   | 4ª   |
| Cile        | 8     | 3ª   | 4ª   |      | 4ª   |      |      | 2ª   | 2ª   | 2ª   | 1ª   | 2ª   |
| Cuba        | 2     |      |      |      | 6ª   | 5ª   |      |      |      |      |      |      |
| Messico     | 5     |      |      |      |      | 6ª   |      | 6ª   |      | 7ª   | 3ª   | 6ª   |
| Porto Rico  | 2     | 5ª   |      | 5ª   |      |      |      |      |      |      |      |      |
| Stati Uniti | 9     | 4ª   | 2ª   | 2ª   | 3ª   | 2ª   | 4ª   | 4ª   |      | 5ª   |      | 3ª   |
| Uruguay     | 3     |      |      |      |      |      |      | 5ª   | 4ª   | 6ª   |      |      |

## Paesi ospitanti
| Numero edizioni | Paese       | Anno/i           |
| --------------- | ----------- | ---------------- |
| 3               | Argentina   | 1995, 2005, 2011 |
| 2               | Cuba        | 1991, 1993       |
| 2               | Stati Uniti | 1987, 2021       |
| 2               | Colombia    | 2018, 2024       |
| 1               | Porto Rico  | 1979             |
| 1               | Brasile     | 1983             |